# On the Buses (televisieserie)
On the Buses (oorspronkelijke Nederlandse titel: Dubbeldekkers) was een Britse comedyserie, verzonnen en geschreven door Ronald Wolfe en Ronald Chesney. Zij hadden eerder al voor de BBC series gemaakt. Toen deze omroep geen interesse toonde in het concept van On the Buses, stapte het duo over naar ITV. Daar werden tussen 1969 en 1973 in totaal 74 afleveringen gefilmd, verdeeld over zeven seizoenen met lengtes van ongeveer een half uur per stuk. Niet alle afleveringen werden in Nederland uitgezonden. De NOS zond tussen 4 oktober 1970 en 19 maart 1972 58 afleveringen uit. De VARA herhaalde de serie in 1992. De serie werd onder andere ook uitgezonden in de Verenigde Staten, België en zelfs in Oost-Duitsland.
In het zevende, en laatste seizoen verliet Michael Robbins de cast, omdat hij zich meer op zijn theaterwerk wilde gaan storten. Bij de startaflevering Olive's Divorce bevindt hij zich dan ook definitief in de onvermijdelijke scheiding met Olive, waardoor hij besluit het huis te verlaten.
Tevens nam Reg Varney, zes afleveringen voor het einde, afscheid van de serie. Met een plotwending dat Stan naar het noorden vertrekt om daar in een fabriek te werken die bussen levert, werd de episode Goodbye Stan opgenomen. Hierdoor groeide wel de rol van Stephen Lewis naar een hoofdaandeel. Met Blakey als huurder, ingetrokken bij de familie Butler, maakte het resterende deel van alle makers hun portie af.
Robbins en Varney verschenen echter nog wel voor hun rol in de laatste film Holiday on the Buses, die pas later opgenomen zou worden.
Het concept werd, na het einde in 1973, verkocht aan de Amerikaanse omroep NBC waar het onder de naam Lotsa Luck opnieuw werd gepresenteerd. Dit keer met onder andere acteurs Dom DeLuise en Kathleen Freeman in de hoofdrollen. Hun karakters hadden dezelfde voornaam, maar een andere achternaam = (Stan & Mum Belmont, Arthur & Olive Swann) Het personage van Jack veranderde geheel in Bummy Pfitzer en de rol van Blakey kwam nooit terug. Deze poging flopte en het werd na amper 24 delen van de buis verwijderd.
Chesney en Wolfe deden vervolgens met alleen Stephen Lewis een poging om hun idee nieuw leven in te blazen met de vervolgserie Don't Drink the Water waarin Blakey en zijn zus Dorothy Blake (Pat Coombs) in Spanje gaan wonen. De serie werd geen succes.

## Acteurs en actrices
- Reg Varney = Stan Butler

Vrijgezel, woont nog steeds thuis. Werkt als buschauffeur bij The Luxton & District Traction Company. Is een doorn in het oog voor zijn superieure chef Blakey die hij regelmatig op de hak neemt. Goede vrienden met Jack Harper, samen zitten zij vaak achter de meisjes (meestal conductrices; volgens hun de zogeheten clippies) aan. Maakt graag beledigende grappen over het verleden, huwelijk, uiterlijk van Olive & Arthur. Nogal onhandig met klussen en elk karweitje eindigt in een ramp. Zijn handelsmerk is de kreet "Cor Blimey!"
- Cicely Courtneidge = Mabel "Mum" Butler (Seizoen 1)
- Doris Hare = Mabel "Mum" Butler (Seizoen 2 t/m 7)

Moeder van Stan en Olive, schoonmoeder van Arthur. Bejaarde huisvrouw, maar nog oh zo actief. Liefdevolle weduwe, houdt ontzettend veel van het spelletje bingo, en haar twee kinderen waardoor zij, af en toe, iets te ver doordraait in haar gedrag, ter verzorging. Schelle roepstem.
- Michael Robbins = Arthur Rudge

Zwager van Stan en echtgenoot van Olive. Heeft werkelijk geen enkel goed woord voor haar over. Alles wat zij zegt, of vraagt, wordt letterlijk door hem afgekraakt en hun liefde lijkt onverklaarbaar. Is nogal lui, gierig, op geld belust, woont bij de familie in, heeft een geslachtsoperatie achter de rug waar hij soms mee wordt geconfronteerd, en is de eigenaar van een oude motor met zijspan die vaker niet dan wel wil starten.
- Anna Karen = Olive Rudge-Butler

Jongere zus van Stan, ongelukkige vrouw van Arthur, hoewel zij alle vertrouwen in hem blijft hebben en gelooft dat hij diep in zijn hart dol op haar is. Dom figuur, last van overgewicht, hoog piepstemmetje, draagt een bril bestaande uit twee reusachtige glazen.
- Bob Grant = Jack Harper

Vrijgezel, rokkenjager, wijsneus en lolbroek. Beste vriend van Stan en conducteur op diens bus. Net als hij een irritatie voor Blakey. Steunt zijn maat door dik en dun, kent het complete reglement van het busdepot uit zijn hoofd, waardoor hij hen met bijdehante opmerkingen uit elke benauwde situatie kan praten. Heeft een groot gebit met joekels van tanden en wordt hiermee altijd als eerst omschreven door de passagiers. Hij is tevens de vakbondsafgevaardigde van het busdepot.
- Stephen Lewis = Inspector Cyril "Blakey" Blake

Inspecteur van de remise, aartsvijand van Stan en Jack. Probeert beiden op alle mogelijke manieren het leven zuur te maken, maar wordt andersom ook zelf voortdurend slachtoffer van geintjes en ongelukken. Zielige pechvogel, enorm chagrijnig of enorm vrolijk. Hij dreigt vol enthousiasme met ontslag wanneer hij Stan & Jack betrapt op onvoorzichtigheid, te laat komen of asociaal gedrag. Heeft een klein zwart vierkant snorretje, twee puntige hoektanden, loopt altijd houterig en draagt hierdoor de bijnamen Dracula, Frankenstein en Hitler. Bekende uitspraken van hem zijn: "I 'ate you, Butler" (ik haat jou, Butler) "Yous two" (jullie twee) en "It made my day" (mijn dag is weer goed).
- Glen Whitter = Chalkey

Buschauffeur, net als Stan. Vriend van Stan en Jack, maar Chalkey speelde nooit een grote rol in een aflevering. Had vaak maar één of een paar regels tekst. Werd ook vaak genoemd, zonder in beeld te komen. Zijn optreden stond ook lang niet altijd op de aftiteling, dus het is moeilijk te zeggen hoe vaak hij meedeed. Voor zover bekend verscheen Chalkey niet in seizoen 7. 'Chalkey' was ironisch genoeg een neger.

## Speelfilms
Eveneens populair waren de avondvullende speelfilms van de Hammer Studio's tussendoor. Spin-offs getiteld On the Buses (1971), Mutiny on the Buses (1972) en Holiday on the Buses (1973) vermaakten het publiek in de bioscoop. Eerstgenoemde wist zelfs korte tijd de toentertijd nieuw uitgekomen film van James Bond: Diamonds Are Forever van de eerste plaats te verdrijven.